# Lista de episódios de The Crown
A seguir apresenta-se a lista dos episódios de The Crown, uma série de televisão em formato websérie de drama biográfico, criada e escrita por Peter Morgan para a Netflix. A série é uma história biográfica sobre o reinado da Rainha Elizabeth II do Reino Unido.
Em novembro de 2014, foi anunciado que a Netflix adaptaria a peça de teatro de 2013, The Audience, em uma série de televisão. Peter Morgan, que escreveu o filme de 2006 The Queen, é o principal roteirista de The Crown. Os diretores da série de televisão que também estiveram envolvidos na produção teatral são Stephen Daldry, Philip Martin, Julian Jarrold e Benjamin Caron.
A primeira temporada e segunda temporada são estreladas por Claire Foy, Matt Smith, Vanessa Kirby nos papeis principais de Elizabeth II, Philip, Duque de Edimburgo e Princesa Margaret respectivamente. Durante a terceira e quarta temporadas Froy, Smith e Kirby são substituídos por Olivia Colman, Tobias Menzies e Helena Bonham Carter para a versão de meia idade dos personagens, e durante a quinta e sexta temporadas que encerram a série, são substituídos por Imelda Staunton, Jonathan Pryce e Lesley Manville, para a versão dos monarcas idosos.

## Resumo
| Temporada | Temporada | Episódios | Episódios              | Originalmente lançado  |
| --------- | --------- | --------- | ---------------------- | ---------------------- |
|           | 1         | 10        | 10                     | 4 de novembro de 2016  |
|           | 2         | 10        | 10                     | 8 de dezembro de 2017  |
|           | 3         | 10        | 10                     | 17 de novembro de 2019 |
|           | 4         | 10        | 10                     | 15 de novembro de 2020 |
|           | 5         | 10        | 10                     | 9 de novembro de 2022  |
|           | 6         | 10        | 4                      | 16 de novembro de 2023 |
| 6         | 6         | 10        | 14 de dezembro de 2023 |                        |

## Episódios

### 1.ª temporada (2016)
| N.º na série | N.º na temp. | Título                                            | Dirigido por   | Escrito por  | Lançamento            |
| ------------ | ------------ | ------------------------------------------------- | -------------- | ------------ | --------------------- |
| 1            | 1            | "Wolferton Splash" "(Respingo de Wolferton)" (BR) | Stephen Daldry | Peter Morgan | 4 de novembro de 2016 |
| 2            | 2            | "Hyde Park Corner"                                | Stephen Daldry | Peter Morgan | 4 de novembro de 2016 |
| 3            | 3            | "Windsor"                                         | Philip Martin  | Peter Morgan | 4 de novembro de 2016 |
| 4            | 4            | "Act of God" "(Ato de Deus)" (BR)                 | Julian Jarrold | Peter Morgan | 4 de novembro de 2016 |
| 5            | 5            | "Smoke and Mirrors" "(Fumaça e Espelhos)" (BR)    | Philip Martin  | Peter Morgan | 4 de novembro de 2016 |
| 6            | 6            | "Gelignite" "(Explosivo)" (BR)                    | Julian Jarrold | Peter Morgan | 4 de novembro de 2016 |
| 7            | 7            | "Scientia Potentia Est"                           | Benjamin Caron | Peter Morgan | 4 de novembro de 2016 |
| 8            | 8            | "Pride & Joy" "(Orgulho & Alegria)" (BR)          | Philip Martin  | Peter Morgan | 4 de novembro de 2016 |
| 9            | 9            | "Assassins" "(Assassinos)" (BR)                   | Benjamin Caron | Peter Morgan | 4 de novembro de 2016 |
| 10           | 10           | "Gloriana"                                        | Philip Martin  | Peter Morgan | 4 de novembro de 2016 |

### 2.ª temporada (2017)
| N.º na série | N.º na temp. | Título                                              | Dirigido por       | Escrito por                | Lançamento            |
| ------------ | ------------ | --------------------------------------------------- | ------------------ | -------------------------- | --------------------- |
| 11           | 1            | "Misadventure"                                      | Philip Martin      | Peter Morgan               | 8 de dezembro de 2017 |
| 12           | 2            | "A Company of Men" "(Uma Companhia de Homens)" (BR) | Philip Martin      | Peter Morgan               | 8 de dezembro de 2017 |
| 13           | 3            | "Lisbon" "(Lisboa)" (BR)                            | Philip Martin      | Peter Morgan               | 8 de dezembro de 2017 |
| 14           | 4            | "Beryl" "(Berilo)" (BR)                             | Benjamin Caron     | Amy Jenkins & Peter Morgan | 8 de dezembro de 2017 |
| 15           | 5            | "Marionettes" "(Marionetes)" (BR)                   | Philippa Lowthorpe | Peter Morgan               | 8 de dezembro de 2017 |
| 16           | 6            | "Vergangenheit"                                     | Philippa Lowthorpe | Peter Morgan               | 8 de dezembro de 2017 |
| 17           | 7            | "Matrimonium" "(Matrimônio)" (BR)                   | Benjamin Caron     | Peter Morgan               | 8 de dezembro de 2017 |
| 18           | 8            | "Dear Mrs. Kennedy" "(Prezada Sra. Kennedy)" (BR)   | Stephen Daldry     | Peter Morgan               | 8 de dezembro de 2017 |
| 19           | 9            | "Paterfamilias"                                     | Stephen Daldry     | Tom Edge e Peter Morgan    | 8 de dezembro de 2017 |
| 20           | 10           | "Mystery Man" "(Homem Misterioso)" (BR)             | Benjamin Caron     | Peter Morgan               | 8 de dezembro de 2017 |

### 3.ª temporada (2019)
| N.º na série | N.º na temp. | Título                                  | Dirigido por        | Escrito por                  | Lançamento             |
| ------------ | ------------ | --------------------------------------- | ------------------- | ---------------------------- | ---------------------- |
| 21           | 1            | "Olding"                                | Benjamin Caron      | Peter Morgan                 | 17 de novembro de 2019 |
| 22           | 2            | "Margaretology" "(Margaretologia)" (BR) | Benjamin Caron      | Peter Morgan                 | 17 de novembro de 2019 |
| 23           | 3            | "Aberfan"                               | Benjamin Caron      | Peter Morgan                 | 17 de novembro de 2019 |
| 24           | 4            | "Bubbikins"                             | Benjamin Caron      | Peter Morgan                 | 17 de novembro de 2019 |
| 25           | 5            | "Coup" "(Golpe)" (BR)                   | Christian Schwochow | Peter Morgan                 | 17 de novembro de 2019 |
| 26           | 6            | "Tywysog Cymru"                         | Christian Schwochow | James Graham & Peter Morgan  | 17 de novembro de 2019 |
| 27           | 7            | "Moondust" "(Poeira da Lua)" (BR)       | Jessica Hobbs       | Peter Morgan                 | 17 de novembro de 2019 |
| 28           | 8            | "Dangling Man" "(Homem Dangling)" (BR)  | Sam Donovan         | David Hancock & Peter Morgan | 17 de novembro de 2019 |
| 29           | 9            | "Imbroglio"                             | Sam Donovan         | Peter Morgan                 | 17 de novembro de 2019 |
| 30           | 10           | "Cri de Coeur"                          | Jessica Hobbs       | Peter Morgan                 | 17 de novembro de 2019 |

### 4.ª temporada (2020)
| N.º na série | N.º na temp. | Título                                                             | Dirigido por     | Escrito por                       | Lançamento             |
| ------------ | ------------ | ------------------------------------------------------------------ | ---------------- | --------------------------------- | ---------------------- |
| 31           | 1            | "Gold Stick" "(Guarda-costas)" (BR)                                | Benjamin Caron   | Peter Morgan                      | 15 de novembro de 2020 |
| 32           | 2            | "The Balmoral Test" "(O Teste de Balmoral)" (BR)                   | Paul Whittington | Peter Morgan                      | 15 de novembro de 2020 |
| 33           | 3            | "Fairytale" "(Conto de Fadas)" (BR)                                | Benjamin Caron   | Peter Morgan                      | 15 de novembro de 2020 |
| 34           | 4            | "Favourites" "(Favoritos)" (BR)                                    | Paul Whittington | Peter Morgan                      | 15 de novembro de 2020 |
| 35           | 5            | "Fagan"                                                            | Paul Whittington | Jonathan D. Wilson & Peter Morgan | 15 de novembro de 2020 |
| 36           | 6            | "Terra Nullius" "(Terra de Ninguém)" (BR)                          | Julian Jarrold   | Peter Morgan                      | 15 de novembro de 2020 |
| 37           | 7            | "The Hereditary Principle" "(O Princípio da Hereditariedade)" (BR) | Jessica Hobbs    | Peter Morgan                      | 15 de novembro de 2020 |
| 38           | 8            | "48:1" "(Quarenta e Oito contra Um)" (BR)                          | Julian Jarrold   | Peter Morgan                      | 15 de novembro de 2020 |
| 39           | 9            | "Avalanche"                                                        | Jessica Hobbs    | Peter Morgan                      | 15 de novembro de 2020 |
| 40           | 10           | "War" "(Guerra)" (BR)                                              | Jessica Hobbs    | Peter Morgan                      | 15 de novembro de 2020 |

### 5.ª temporada (2022)
| N.º na série | N.º na temp. | Título                                                       | Dirigido por        | Escrito por  | Lançamento            |
| ------------ | ------------ | ------------------------------------------------------------ | ------------------- | ------------ | --------------------- |
| 41           | 1            | "Queen Victoria Syndrome" "Síndrome da Rainha Victória" (BR) | Jessica Hobbs       | Peter Morgan | 9 de novembro de 2022 |
| 42           | 2            | "The System" "O Sistema" (BR)                                | Jessica Hobbs       | Peter Morgan | 9 de novembro de 2022 |
| 43           | 3            | "Mou Mou"                                                    | Alex Gabassi        | Peter Morgan | 9 de novembro de 2022 |
| 44           | 4            | "Annus Horribilis"                                           | May el-Toukhy       | Peter Morgan | 9 de novembro de 2022 |
| 45           | 5            | "The Way Ahead" "O Que Vem pela Frente" (BR)                 | May el-Toukhy       | Peter Morgan | 9 de novembro de 2022 |
| 46           | 6            | "Ipatiev House" "Casa Ipatiev" (BR)                          | Christian Schwochow | Peter Morgan | 9 de novembro de 2022 |
| 47           | 7            | "No Woman's Land" "Nem uma coisa, nem outra" (BR)            | Erik Richter Strand | Peter Morgan | 9 de novembro de 2022 |
| 48           | 8            | "Gunpowder" "Pólvora" (BR)                                   | Erik Richter Strand | Peter Morgan | 9 de novembro de 2022 |
| 49           | 9            | "Couple 31" "Casal 31" (BR)                                  | Christian Schwochow | Peter Morgan | 9 de novembro de 2022 |
| 50           | 10           | "Decommissioned" "Fora de Serviço" (BR)                      | Alex Gabassi        | Peter Morgan | 9 de novembro de 2022 |

## Recepção
The Crown foi elogiada como um drama pela imprensa, sendo descrita pelo The Telegraph como "a melhor série da TV" e recebeu uma classificação de 5/5, embora alguns críticos, como no The Times, levantassem preocupações de que alguns dos os episódios são baseados em falsas premissas.
O site agregador de resenhas Rotten Tomatoes relatou 89% de aprovação para a primeira temporada, com base em 71 resenhas com uma classificação média de 8.77/10. Seu consenso crítico diz: "Desempenhos poderosos e cinematográficos pródigos para fazerem de The Crown uma produção de alto nível digna de seu grande tema". No Metacritic, a série tem uma pontuação de 81 em 100, com base em 29 críticos, indicando "aclamação universal".
O Rotten Tomatoes relatou um índice de aprovação de 89% para a segunda temporada com base em 83 avaliações, com uma classificação média de 8,35/10. O consenso crítico do site diz: "The Crown continua seu reinado com uma segunda temporada autoconfiante que se entrega a alto drama e trajes suntuosos." No Metacritic, a segunda temporada tem uma pontuação de 87 em 100, com base em 27 críticos, mantendo a indicação da primeira temporada de "aclamação universal".
O Rotten Tomatoes relatou um índice de aprovação de 90% para a terceira temporada com base em 100 avaliações, com uma classificação média de 8.54/10. Seu consenso crítico diz: "Olivia Colman brilha, mas à medida que The Crown avança de maneira confiável e luxuosa ao longo do tempo, ela encontra espaço para os personagens ao seu redor, proporcionando ampla oportunidade para o conjunto atraente brilhar também." No Metacritic, a temporada detém uma pontuação de 84 de 100 com base em 30 críticos, indicando "aclamação universal".